# The Idiots

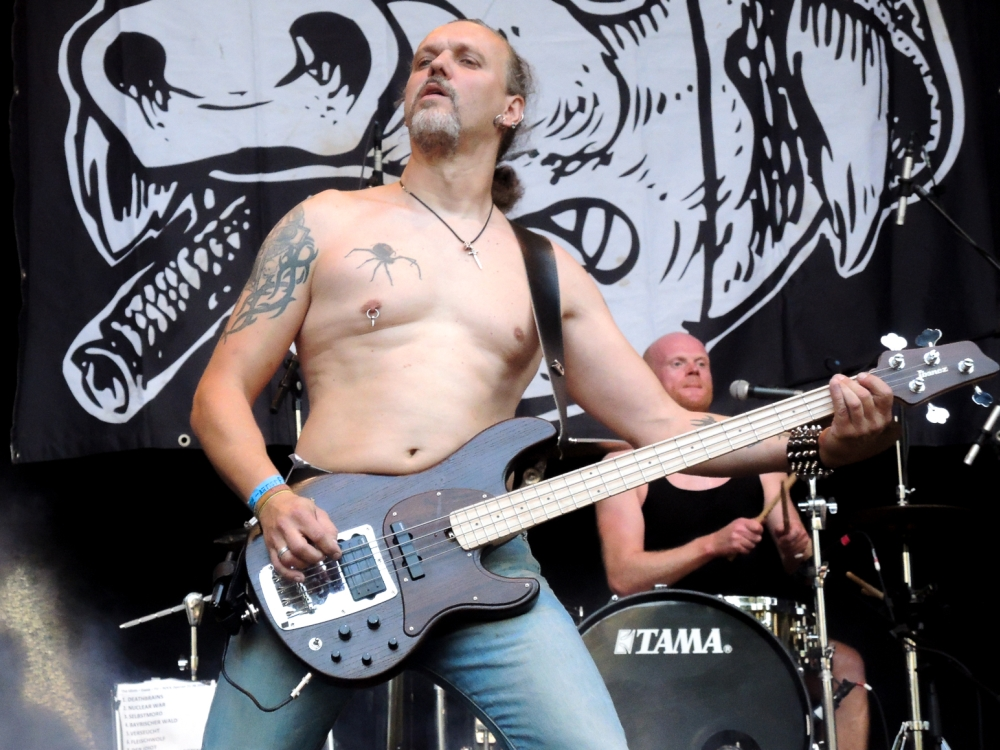
Volker Koerner (Bass)

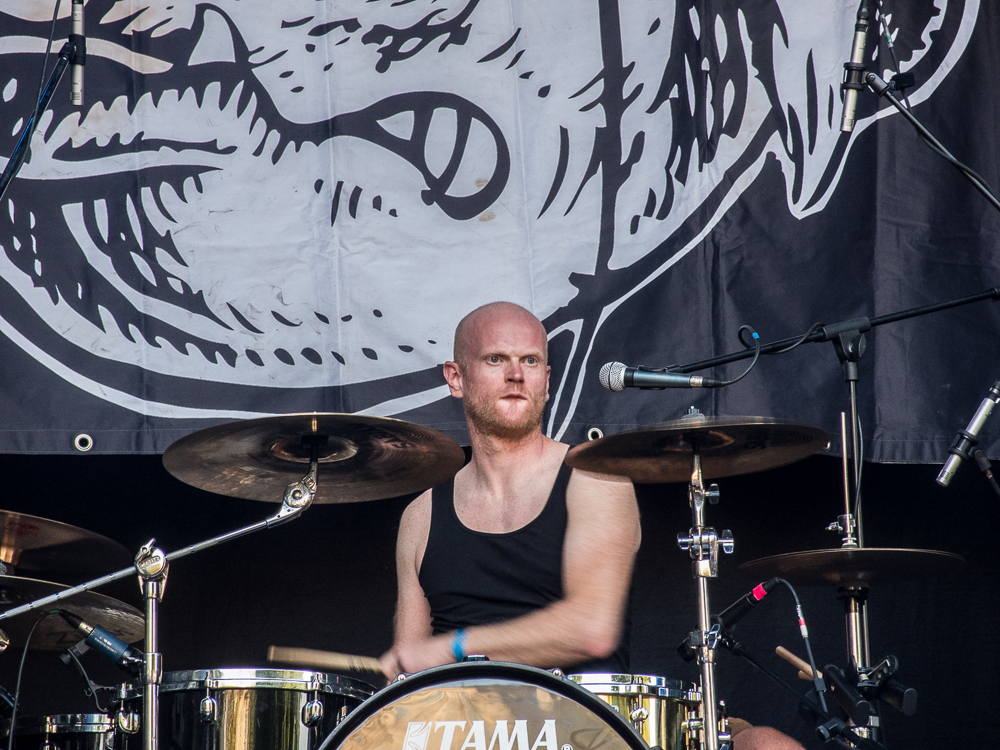
Richie Gorilla (Schlagzeug)

The Idiots ist eine der ältesten deutschen Punkbands. Sänger und Kopf der 1978 gegründeten Dortmunder Formation ist Sir Hannes Schmidt (Künstlername; auch Sir Hannes Smith, Sir Hannes oder nur Hannes genannt).

## Geschichte
Angefangen hatten die Bandmitglieder 1978 mit langsamem Oi!-Punk, der sich dann Mitte der 1980er Jahre zu Hardcore-Punk entwickelte. Nach diversen Konzerten und einigen Samplerbeiträgen erschien 1984 das erste Album They Call Us: The Idiots. 1987 folgte das zweite Album Cries of the Insane. Im Anschluss kam es zu einigen Änderungen in der Besetzung; der Schlagzeuger und die Bassistin verabschiedeten sich von der Band. Auf dem 1989 erschienenen dritten Album Station of Life waren dann deutliche Thrash-Metal-Einflüsse zu vernehmen. Sir Hannes und der Gitarrist Holger Bals verließen danach die Band; von den Gründungsmitgliedern verblieb nur noch der Bassist Olaf Jantoss. Mit einem neuen Sänger entstand 1992 das vierte Album Im Zeichen des Kreuzes, das aber nicht mehr an die alten Idiots-Zeiten anknüpfen konnte. Anschließend löste sich die Band auf.
Bereits 1986 – parallel zu seiner Idiots-Tätigkeit – gründete Sir Hannes die Crossover-Band Phantoms of Future, die zeitweise bei Major-Labels unter Vertrag stand und sich nach 16 Jahren Ende 2001 auflöste. Anschließend gründete er 2002 die bis heute (2020) bestehende Folk-Punk-Band Honigdieb.
2012 kam es zum Idiots-Comeback mit neuem Gitarristen und neuem Schlagzeuger; zu den Konzerten zählten u. a. Live-Auftritte bei Rock in den Ruinen und beim Ruhrpott Rodeo, dem größten Punk-Festival Deutschlands. Auf die Veröffentlichung des fünften Albums Amok im April 2013 folgten die Alben Gott sei Punk (2014) sowie Schweineköter (2019).
Seit 1987 betreibt Sir Hannes Schmidt in der Dortmunder Innenstadt außerdem den Plattenladen und Vertrieb Idiots Records.

## Diskografie

### Alben
- 1984: They Call Us: The Idiots (LP; Mülleimer Records 012, SPV)
- 1987: Cries of the Insane (LP; We Bite 020, SPV)
- 1989: Station of Life (LP; We Bite 048)
- 1992: Im Zeichen des Kreuzes (LP; Rebel Records, SPV)
- 2013: Amok (CD; Idiots Records, Soulfood)
- 2014: Gott sei Punk (CD, LP; Idiots Records)
- 2019: Schweineköter (CD, LP; Idiots Records, Soulfood)
- 2023: König der Idioten (Idiots Records, Soulfood)

### Kompilationen
- 1989: Never Give Up (Compilation; Snake Reco; SPV)
- 1995: Idiot bis zum Tod! Ihre Größten Erfolge 79–89 (Compilation; Day-Glo; SPV)

### EPs
- 1983: S04 und der BVB (5-Track-EP)
- 1986: Emmy, oh Emmy/Schweine im (ins) Weltall

### Samplerbeiträge (Auswahl)
- 1981: H’Artcore (Lied Stadion)
- 1984: Hardcore Power Music Part 2 (Lied Samstag Nacht)
- 1989: Das Waren noch Zeiten (Snake Record 003, AM-Musik)
- 1989: Unbenannt (Split-Flexi mit Youth of Today, Emils und Negazione)
- 1990: Schlachtrufe BRD
- 1990: Kampftrinker – Deutsch Punk
- 1990: Festival der Volxmusik
- 2006: Punk Rock BRD 3
- 2012: Sun of a Bastard 5